# Silvan Omerzu
Silvan Omerzu, slovenski režiser, slikar, lutkovni umetnik, * 1955, Brestanica, Slovenija.

## Življenjepis
Po študiju na Pedagoški akademiji v Ljubljani začel delati v Lutkovnem gledališču Ljubljana. Leta 1983 je prejel štipendijo za študijsko bivanje v Pragi, kjer je končal specializacijo iz lutkovne scenografije in oblikovanja lutk.

## Področja ustvarjanja
Svojo avtorsko poetiko je najizraziteje uresničil v gledališču Konj, ki je uprizarjalo lutkovne predstave za odraslo občinstvo, in že s prvo, Napravite mi zanj krsto, leta 1993 osupnilo slovensko gledališče. Prve predstave so bile dionizično razvratne, kopale so se v črnem, obešenjaškem in obscenem humorju in so v imenu razvpitih brezsramnežev Don Juana, Kralja Ubuja in Don Cristobala lascivnost združevale s plemenitostjo, pogrošnost z estetskim, tradicijo s sodobnostjo. Po letu 2000, v trilogiji Zbogom, princ po motivih flamskega dramatika in mistika Michela de Ghelderoda, Peskar in Svetnik Krespel po motivih Hoffmannovih grozljivih zgodb, so se Omerzujeve groteskne lutke prelevile v prefinjene asketske figure, ki se nič več ne rogajo svetu in samim sebi, temveč vtkane v mrežo usode premišljajo o smislu življenja ter magiji smrti, čisti umetnosti in božanski popolnosti, o skrivnosti stvarjenja.
Silvan Omerzu je v letih od 1994 do 1996 redno sodeloval tudi z osrednjim lutkovnim gledališčem Minor v Pragi. Poučeval je na Gledališki in lutkovni šoli v Ljubljani in likovno urejal revijo Lutka. V tem času se je ukvarjal tudi s slikarstvom, grafiko, risbo, ilustracijo, keramiko in oblikovanjem plakatov. Razstavljal je na petindvajsetih samostojnih razstavah, sodeloval na šestinštiridesetih skupinskih razstavah doma in v tujini ter soustvaril devetnajst predstav. Za svoje delo je prejel devet mednarodnih in pet slovenskih nagrad, med njimi nagrado Prešernovega sklada (2006).